# Granulé

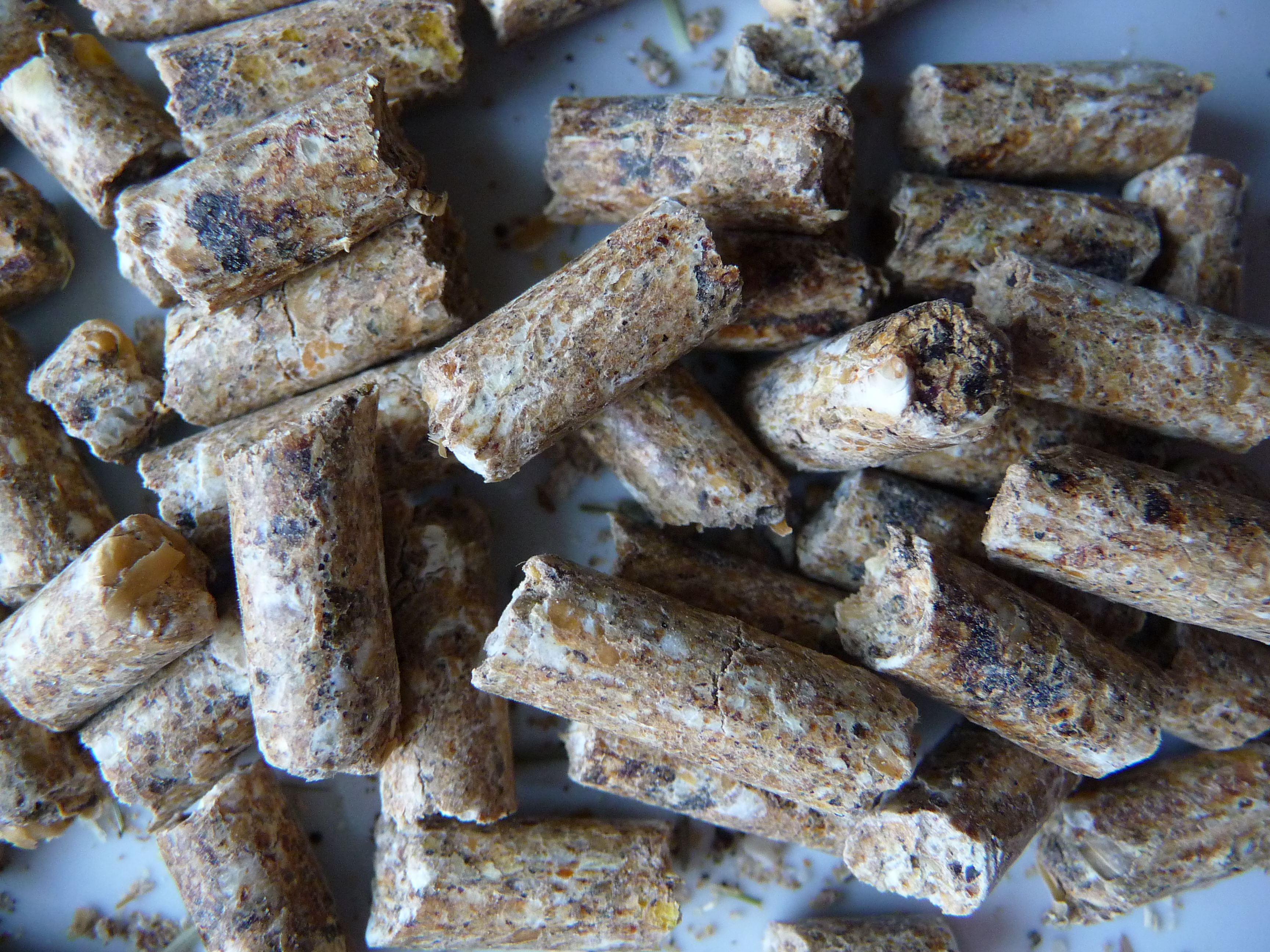
Aliment pour animaux en granulés.

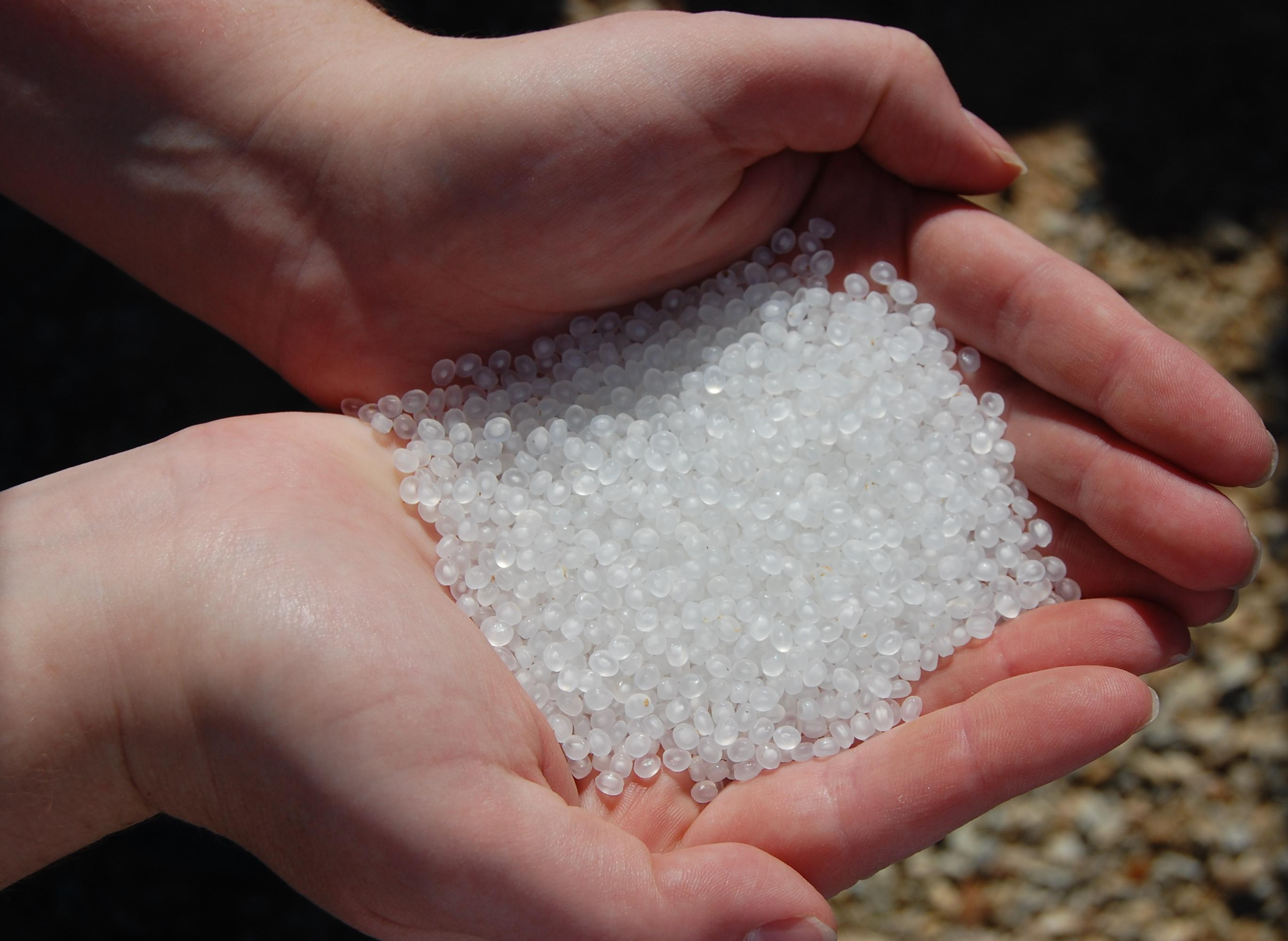
Granulés plastiques.

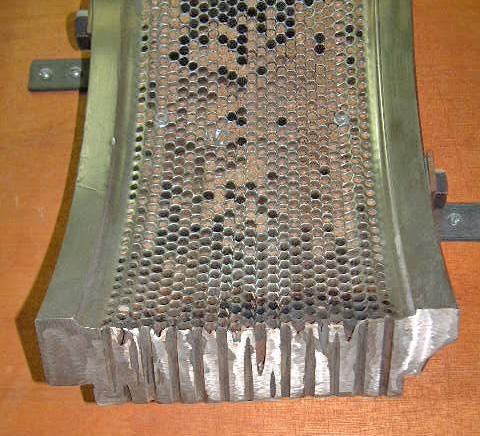
Matrice utilisée pour confectionner des granulés de bois.

Un granulé (pellet en anglais) est un petit élément qui peut être constitué de divers matériaux plus ou moins extrudés, compactés ou déshydratés.

## Fabrication
Il existe plusieurs types de fabrication :
- le granulé extrudé ;
- le granulé compressé.

## Caractéristiques

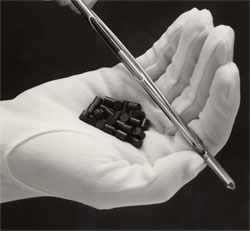
Granulés de combustible nucléaire.

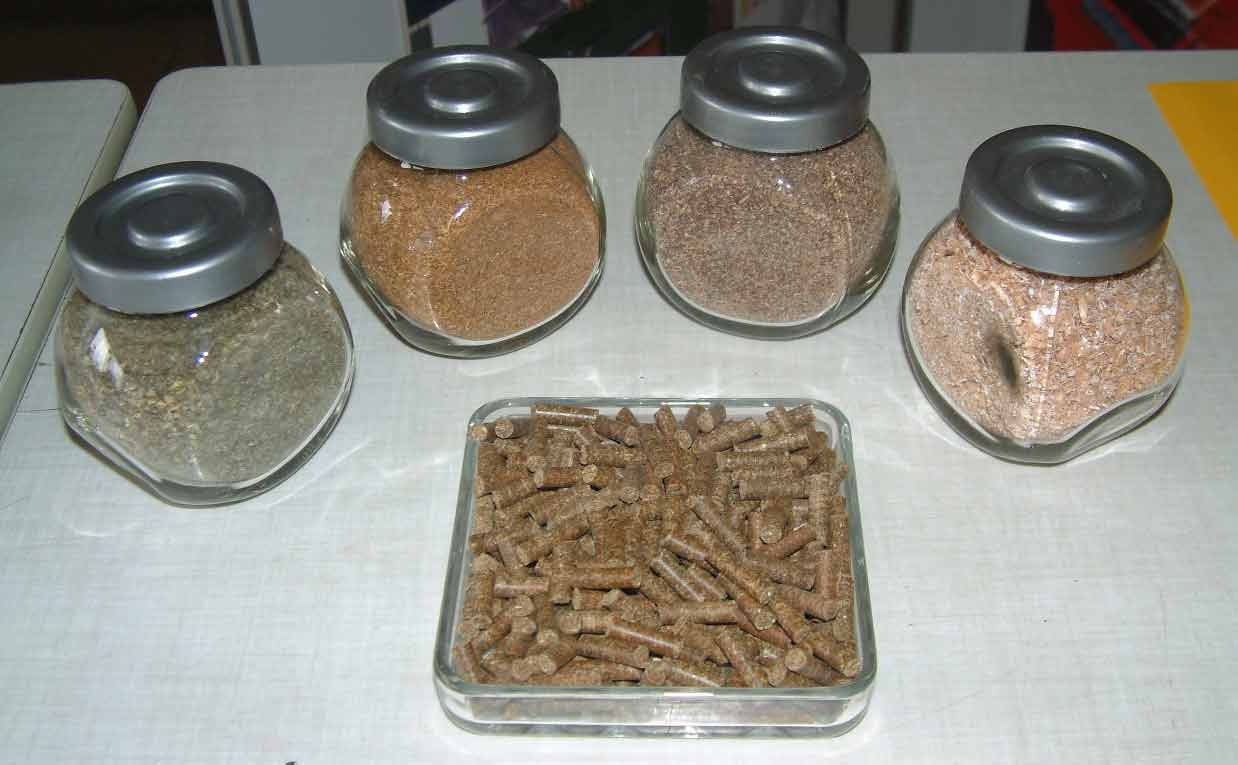
Aliment en granulés pour les chevaux.

La présentation en granulés permet d'obtenir des matériaux moins poussiéreux que la poudre ou la farine, moins fragile que les paillettes, copeaux ou flocons et plus faciles à manipuler que les granules mais de forme moins régulière que les cachets ou les gélules. 
Les granulés permettent aussi de réaliser un mélange indissociable de divers composants en proportions constantes.
En revanche leur taille, parfois assez importante, les rend moins rapides à fondre et, dans le cas d'un aliment, plus longs à avaler quand il faut les croquer.
Pour éviter que certains types de granulés ne se désagrègent ou moisissent au contact de l'humidité il est parfois nécessaire de les conserver en emballage hermétiquement clos et d'y adjoindre un absorbeur d'humidité.

### Présentation
Les granulés sont généralement cylindriques, plus ou moins gros, mais ils peuvent prendre aussi d'autres formes. Celles-ci sont très variées quand il s'agit par exemple d'alimentation pour les animaux de compagnie : sphères, petits cœurs, os, poissons, étoiles, etc.

## Utilisation
La présentation sous forme de granulés trouve un usage très varié : 
- médicaments en granulés : agglomérat de poudre compactée ;
- produits chimiques en granulés (exemples : engrais, additifs en granulés friables, matières premières telles la soude, gel de silice pour dessiccateurs, catalyseurs) ;
- les granulés plastiques qui présentent la matière plastique sous forme de petits grains, destinés à être facilement fondus (exemple : résine en granulés pour extrusion ou injection) ;
- pastilles, granulés de combustible nucléaire à base d'uranium ;
- les granulés de bois qui servent de combustible ;
- les granulés sont aussi utilisés comme aliments destinés aux animaux, utilisés principalement dans le cadre de l'élevage intensif mais aussi à l'usage des animaux d'agrément[1]. On trouve par exemple des granulés de tourteaux aussi bien que de sous-produits animaux comme dans les croquettes ;
- granulés d'argile, utilisés par exemple en jardinage ou comme litière ;
- granulés de houblon, utilisés dans le brassage de la bière ;
- etc.